# 沖縄全島エイサーまつり
沖縄全島エイサーまつり(おきなわぜんとうエイサーまつり)は、沖縄県沖縄市で毎年旧盆の翌週末に開催される沖縄県内最大のエイサーイベントである。3日間に渡り開催され、述べ30万人あまりの観客動員数を誇る。

## 歴史
沖縄全島エイサーまつりは1956年に旧コザ市（現・沖縄市）誕生の年、市主催の全島エイサーコンクールという形で開催されたのが始まり。
開催されるきっかけとなったのは、米国民政府によるオフリミッツの発布。旧コザ市の商工業者は基地依存の形で発展していたため、経済封鎖ともよるオフリミッツにより大打撃を受ける。そんな希望を失いかけていた中、元来よりエイサーが盛んに行われていた旧コザ市は商工会が中心となり、「エイサーで元気を取り戻そう！」とコンクールを開催。
1977年の第22回大会より現在の「沖縄全島エイサーまつり」として開催されるようになった。現在は3日間開催となり、延べ30万人の観客動員数を誇る、県内最大のエイサーイベントとなる。

## 開催状況
第1回は1956年9月5日(土)、9月6日(日)に沖縄市陸上競技場、胡屋十字路周辺にて開催された。
新型コロナウィルスのため、2020年から2022年はエイサーの開催が中止となり、2023年は9月8日から9月10日に4年ぶりに開催された。

## エイサーナイト
6月から、本祭開催までの期間に沖縄市内の数カ所で毎週末、エイサーナイトと称するイベントが行われる。